# Compagnie des forges et aciéries de la Marine et d'Homécourt
La Compagnie des forges et aciéries de la Marine et d'Homécourt est une société ayant son siège à Saint-Chamond. Elle est issue de la fusion des établissements Pétin-Gaudet de Saint-Chamond et Rive-de-Gier, des Établissements Jackson frères d'Assailly, de la société Neyrand-Thiollère, Bergeron et Compagnie de Lorette, et de la société Parent, Schaken, Goldschmidt et Compagnie de Paris. Sa première raison sociale est alors « Compagnie des hauts-fourneaux, forges et aciéries de la Marine et des Chemins de fer ».

## Forges et aciéries de la Marine

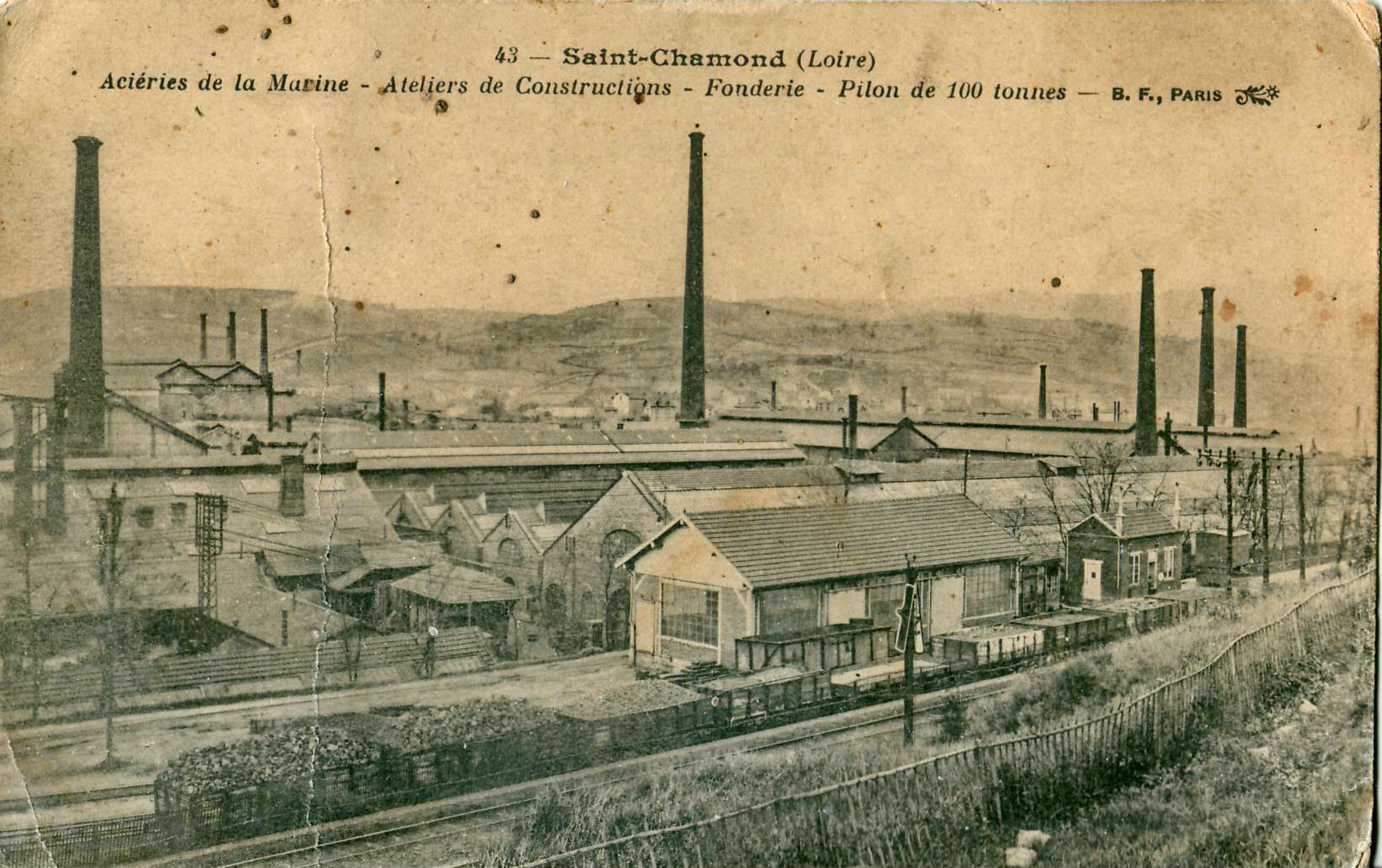
Les Aciéries et forges de la Marine à Saint-Chamond, au début du XX.

Dès sa création le 14 novembre 1854, la compagnie produit des éléments pour le chemin de fer, tels des roues et des axes, et des éléments pour l'industrie lourde et la marine entre autres. L'entreprise exploite également des locomotives à vapeur de chantier sur le site de Saint-Chamond : entre 1894 et 1902, elle prendra livraison de huit locomotives à vapeur Corpet-Louvet de type 020T pour voie étroite de 630 mm.
Progressivement elle étend ses implantations : en 1881 l'usine du Boucau et en 1903 les usines d'Homécourt et de Hautmont.

## Compagnie des forges et aciéries de la Marine et d'Homécourt

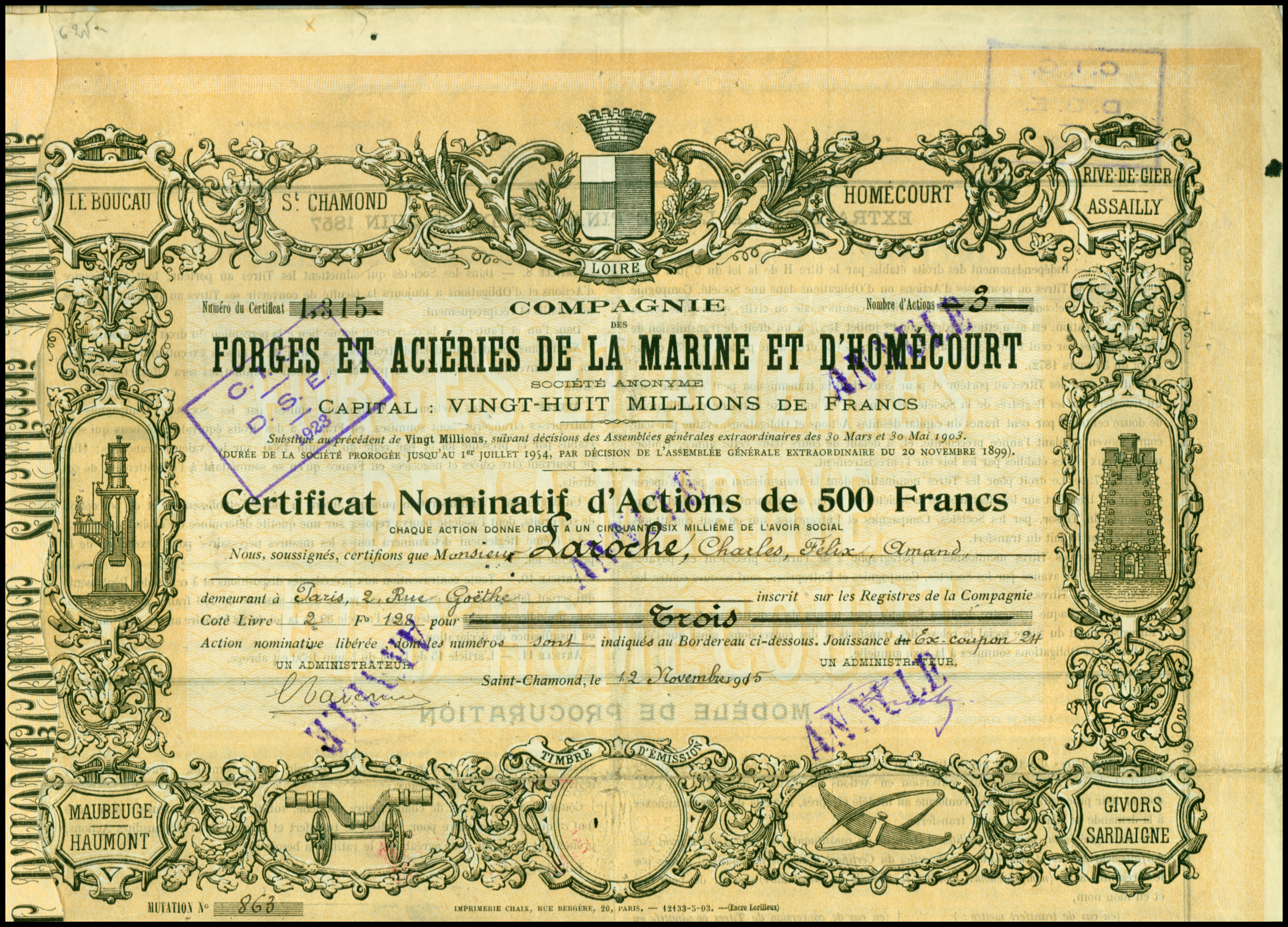
Action de la Cie. des Forges et Aciéries de la Marine et d'Homécourt SA en date du 12 novembre 1915.

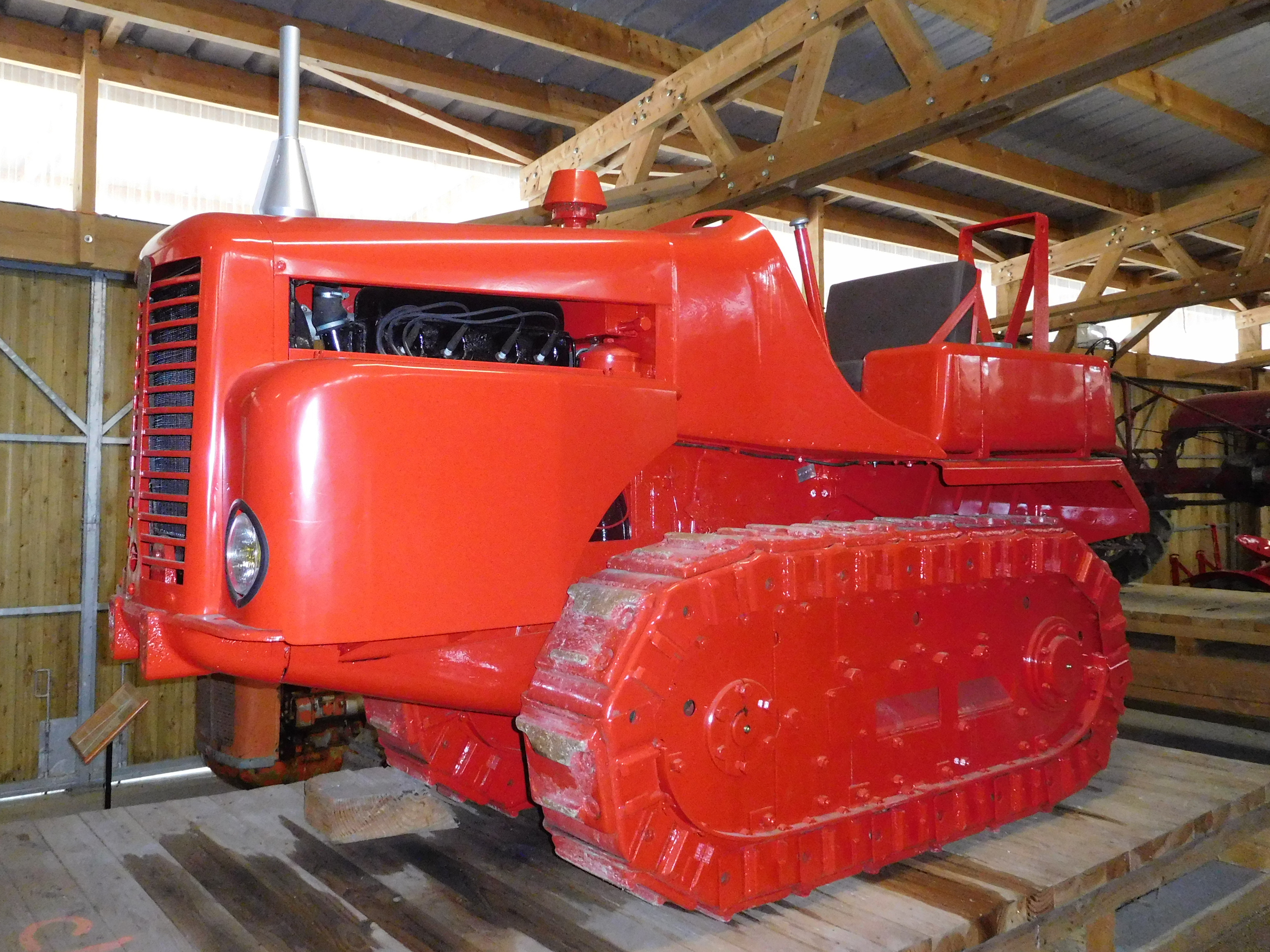
Tracteur Faure Uranus, 1949.

En 1903 est opérée la fusion avec la société Vezin Aulnoye située à Homécourt. Dès lors, la raison sociale sera changée en « Compagnie des forges et aciéries de la Marine et d'Homécourt ».
Outre les établissements métallurgiques de Saint-Chamond et le champ de tir de Langonand,, cette société possédait en outre les « forges et aciéries de l'Adour », les « laminoirs et aciéries d'Assailly », les mines et usines de la « société Vézin et Aulnoye », les « forges de Rive-de-Gier », les « hauts fourneaux de Givors », des houillères dans le bassin de la Loire et des mines de fer à Anderny-Chevillon (Meurthe-et-Moselle) et à Saint-Léon (Sardaigne).
Les établissements métallurgiques de Saint-Chamond sont l'un des premiers établissements sidérurgique de France qui purent, au point de vue des fournitures de matériel d'artillerie, de blindages, de cuirassement, etc., lutter avec avantage contre les usines analogues allemandes et anglaises.
Lors de l'exposition universelle de Paris de 1889, la compagnie avait fait figurer des bouches à feu, des affûts et des tourelles comme le canon de 80 de montagne démontable, le canon à tir rapide de 47 système Daudeteau-Darmancier, le mortier léger de 155 sur affût sans recul, le canon de 155 sur affût marin.
Durant la Première Guerre mondiale débute la construction de locomotives pour le chemin de fer. Cette production sera d'abord pour l'Artillerie lourde sur voie ferrée (ou ALVF) avec des locotracteurs pétroléo-électriques sortant des ateliers de Saint-Chamond vers 1915. Entre 1907 et 1917, sont livrées cinq nouvelles locomotives, type 030T, Corpet-Louvet, un peu plus importantes que celles de la précédente commande, toujours pour la voie de 630 mm.
À la suite de la guerre 1914-1918, est créée la Compagnie de dépôts et d'agences de ventes d'usines métallurgiques (DAVUM), chargée des ventes en France et à l'étranger (DAVUM Exportation).
En 1919, la société commence la production de locomotives à vapeur pour les grandes compagnies. En 1923, cette production est transférée vers les nouveaux ateliers de la Péronnière où elle durera jusqu'en 1949 pour les locomotives à vapeur. À partir de 1935 débute la construction de locomotives électriques et une gamme spéciale sera créée pour les chemins de fer industriels en 1948. Après la guerre 1939-1945, la Compagnie concentre son activité dans la Loire, en 1950 elle apporte à SIDELOR ses établissements de l'Est et du Nord.
Dans les années 1950-1960, elle va construire les 35 exemplaires de la série des fameuses Diesel électriques CC 65500 pour la ligne de la  grande ceinture dans son usine de Saint-Denis.

### Présidents
- Léon Isidore Molinos (1848-1914),

## Compagnie des forges et aciéries de la Marine et Saint-Étienne
En 1952, la Compagnie fusionne avec la Compagnie des aciéries de Saint-Étienne : la nouvelle entité se dénomme « Compagnie des forges et aciéries de la Marine et Saint-Étienne ».

## Compagnie des ateliers et forges de la Loire (CAFL)
En 1954, la Compagnie s'associe avec Dorian-Holtzer Jackson & Cie, l'Usine de la Loire et les Aciéries et forges de Firminy pour former la Compagnie des ateliers et forges de la Loire (CAFL).

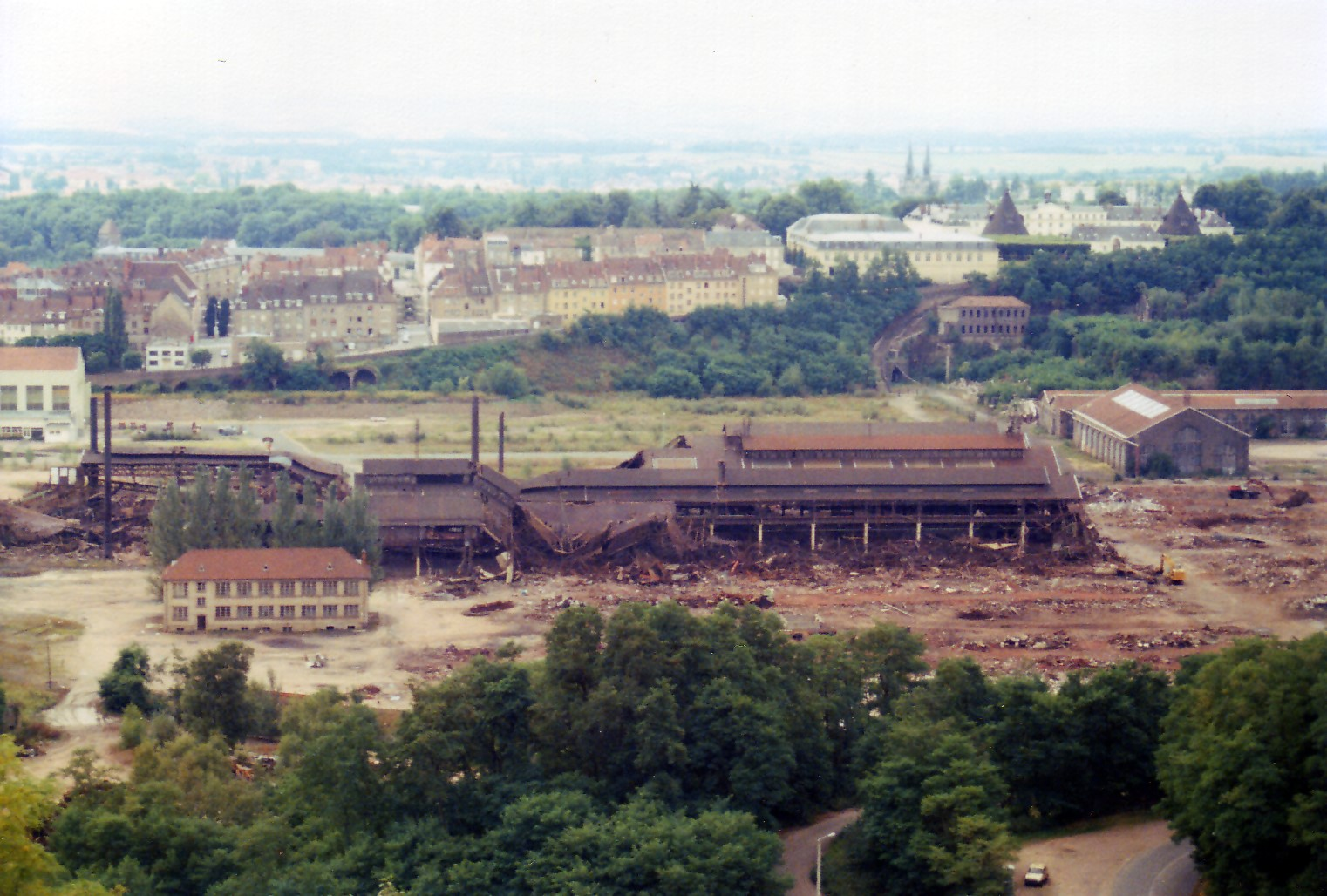
Site de destruction d'usines au Creusot.

La production de locomotive cesse en 1968 avec comme ultime machine une locomotive Diesel de type A1AA1A 68000 pour la SNCF.
En 1968, le laminoir à plaques de l'usine d'Ondaine est fermé, et sa production transférée à la Société des Forges et Ateliers du Creusot. L'année suivante, les deux entreprises annoncent généraliser à tout leur carnet les synergies de ce type.

## Creusot-Loire
En 1970, Creusot-Loire est créée par la fusion de la Société des Forges et Ateliers du Creusot (SFAC) du groupe Schneider, avec la Compagnie des ateliers et forges de la Loire (CAFL). Elle disparait le 12 décembre 1984 à la suite de son dépôt de bilan.

## De Marine-Firminy à Marine-Wendel
En 1960, la Compagnie des aciéries et forges de Firminy fusionne avec la Compagnie des forges et aciéries de la Marine et Saint-Étienne pour former la Compagnie des forges et aciéries de la Marine, de Firminy et de Saint-Étienne. Celle-ci est renommée Marine-Firminy en 1968, puis Marine-Wendel en 1975 après la prise de contrôle en 1974 par la Compagnie lorraine industrielle et financière (CLIF), holding de la famille de Wendel. En juin 2002, Marine-Wendel fusionne avec la Compagnie générale d'industrie et de participations (CGIP) pour constituer la société d'investissement Wendel.